# Dubiaranea melica
Dubiaranea melica är en spindelart som beskrevs av Alfred Frank Millidge 1991. Dubiaranea melica ingår i släktet Dubiaranea och familjen täckvävarspindlar.
Artens utbredningsområde är Peru. Inga underarter finns listade i Catalogue of Life.